# Jackpot (film, 2015)
Pour les articles homonymes, voir Jackpot.
Pour plus de détails, voir Fiche technique et Distribution.
Jackpot est une comédie dramatique vietnamienne réalisée par Dustin Nguyen et sortie en 2015.
Le film est sélectionné comme entrée vietnamienne pour l'Oscar du meilleur film en langue étrangère à la 88e cérémonie des Oscars qui s'est déroulée en 2016.

## Fiche technique
- Titre : Jackpot
- Titre original : Trúng số
- Réalisation : Dustin Nguyen
- Scénario : Manh Tuan Nguyen
- Musique : Timo Chen
- Photographie : Dominic Pereira
- Montage : Quoc Bao Tran
- Production : Bebe Pham
- Pays :  Vietnam
- Genre : Comédie dramatique
- Durée : 92 minutes
- Dates de sortie : 
  -  Vietnam : 13 février 2015

## Distribution
- Ninh Duong Lan Ngoc : Thom
- Dustin Nguyen : Tu Nghia
- Chi Tai : Tu Phi